# Лисенков Іван Тимофійович
Іван Тимофійович Лисенков (1795 рік, Суми, Харківська губернія — 15 березня 1881 року, Санкт-Петербург
) — видавець та продавець україномовних та російськомовних книг часів Російської імперії.
Книжну торгівлю почав у 1820 році роз'їзним агентом московського книгопродавця О. Свешникова, з 1826 року працював приказчиком та керуючим книжковим магазином І. Глазунова у Санкт-Петербурзі (1836).
Власну торгову та видавничу діяльність почав у Петербурзі в Гостиному дворі у 1836 році.
Видавав «Іліаду» Гомера в перекладі М. І. Гнедича, «Кобзар» та «Гайдамаки» Т. Шевченко, твори Г. Квітки-Основ'яненко, І. Котляревського, абетку, дитячі книги, географічні карти.
Помер у Петербурзі. Похоронен середи майстрів мистецтв на Головній алеї Некрополя Свято-Троїцкої Александро-Невської Лаври.